# 333076 Claudiamanzoni
333076 Claudiamanzoni este o planetă minoră (asteroid) din centura de asteroizi. A fost descoperită pe 16 octombrie 2007 la Mount Lemmon⁠(d) de Mount Lemmon Survey⁠(d). 
Obiectul prezintă o orbită caracterizată de o semiaxă mare de 2,586604240139 UAi, o excentricitate de 0,066941309732658, o înclinație de 4,5852965322085 ° în raport cu ecliptica.